# عبد الرحمن بن سعد الشهراني
عبد الرحمن بن سعد الشهراني (تُوفي في أغسطس 2015) لواء من القوات البرية الملكية السعودية قُتل خلال التدخل العسكري السعودي في الحرب الأهلية اليمنية. قاد اللواء 18 وقُتل بواسطة هجوم مدفعي يمني من قبل الحوثيين أثناء تفقده القوات على الحدود. كان من أبرز الضباط السعوديين الذين قتلوا في إطلاق للنار عبر الحدود خلال الصراع اليمني.